# Desfile militar del Día de la Bastilla
El desfile militar del 14 de julio, (en francés: Défilé militaire du 14 juillet) es el desfile militar francés que se lleva a cabo en la mañana del 14 de julio de cada año en París desde 1880, casi sin excepción, para celebrar la fiesta nacional francesa. El desfile discurre por la Avenida de los Campos Elíseos desde la Plaza Charles de Gaulle, centrada alrededor del Arco de Triunfo de París, hasta la Plaza de la Concordia, donde se encuentra el Presidente de Francia, junto con miembros del Gobierno, personalidades del poder legislativo, el alcalde de París, así como embajadores extranjeros en Francia.
Es un evento popular en Francia, retransmitido en directo por televisión; también es uno de los desfiles militares regulares más antiguos del mundo. En algunos años, destacamentos invitados de tropas extranjeras toman parte en el desfile y políticos extranjeros asisten como invitados. Los desfiles militares más pequeños se llevan a cabo en las ciudades de guarnición francesas, sobre todo en Marsella, Toulon, Brest, Rochefort y Belfort.

## Galería

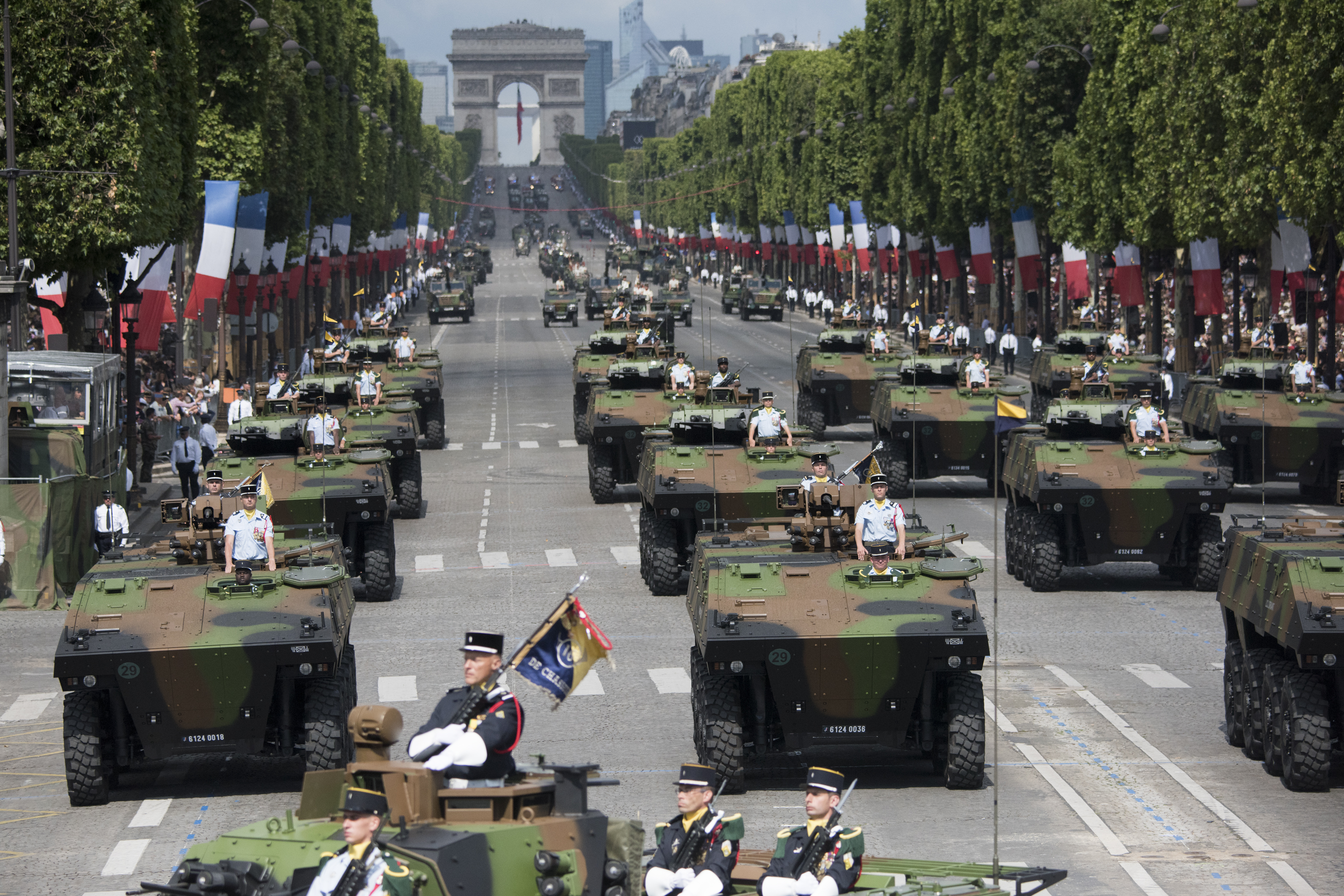
El desfile en los Campos Elíseos
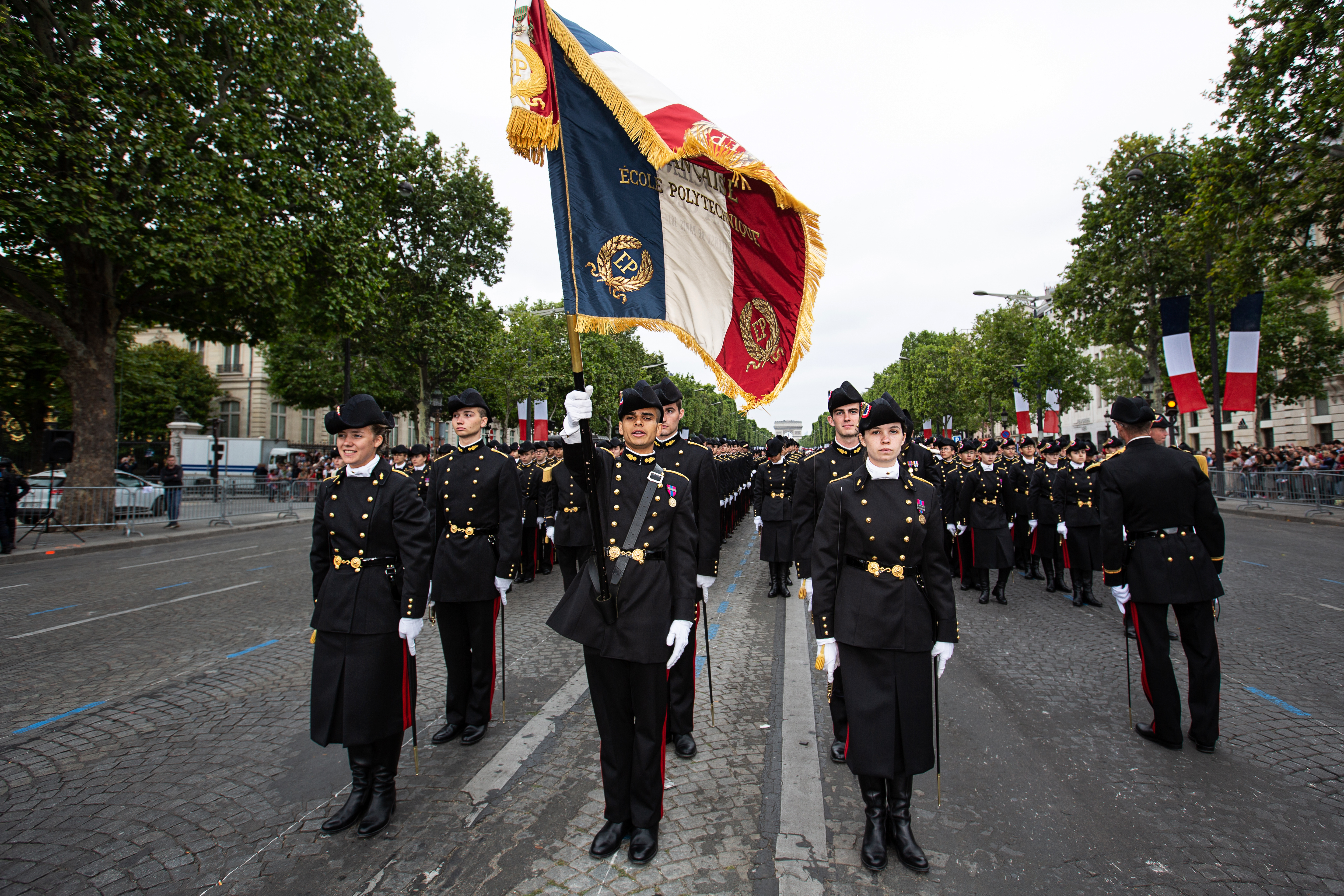
Alumnos y alumnas de la École Polytechnique desfilando.
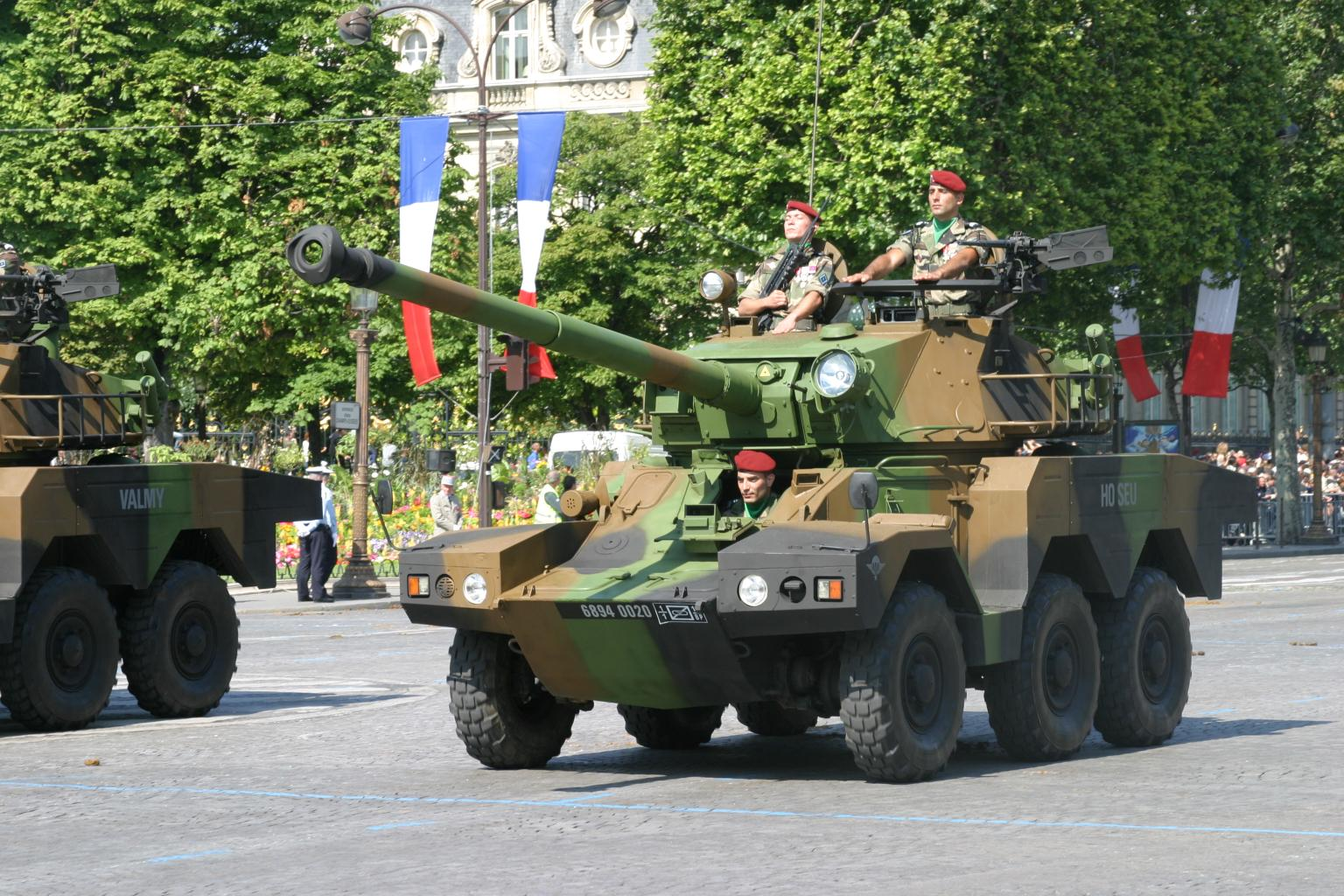
ERC-90 Sagaie
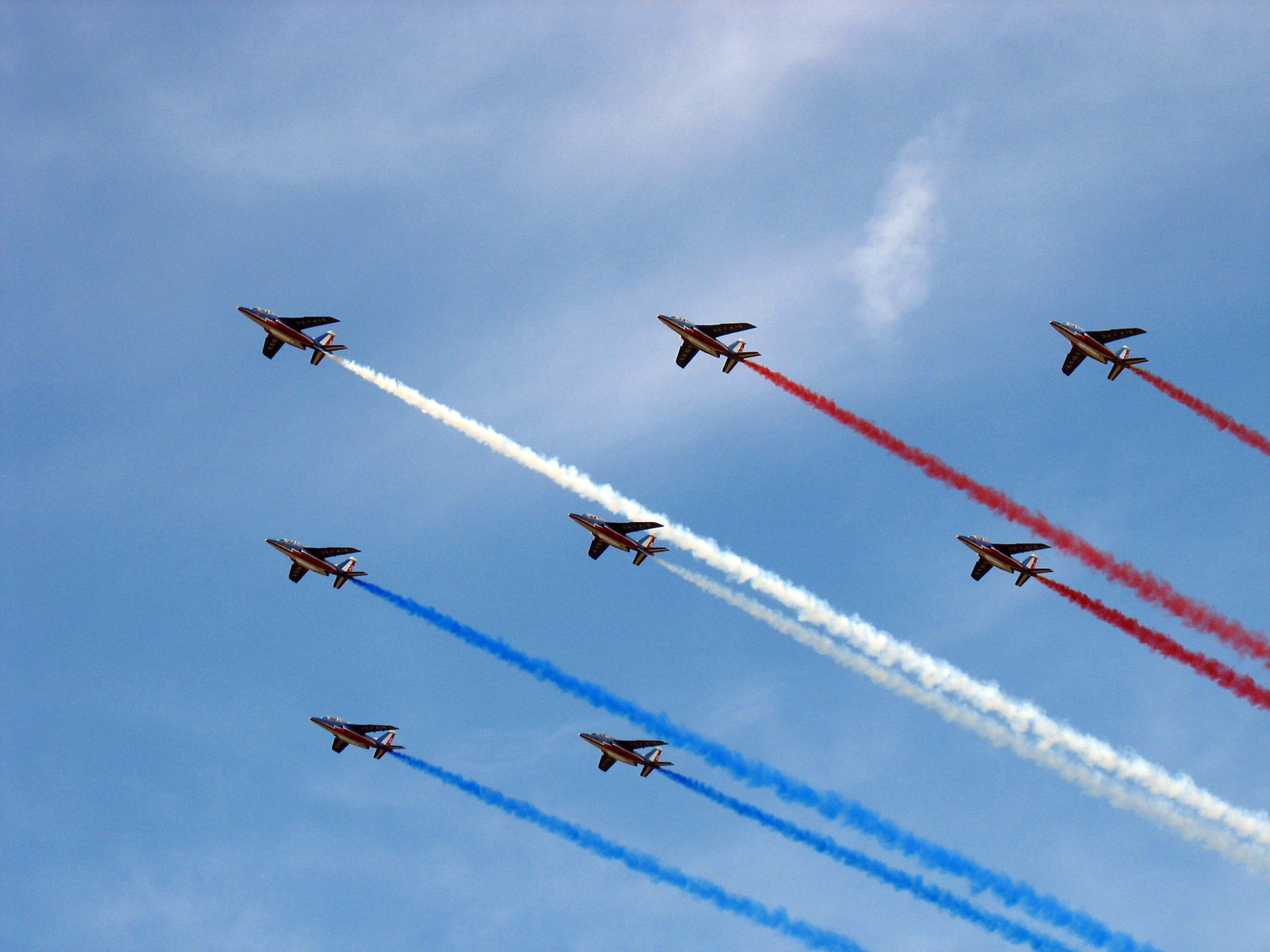
Los Alphajets de la Patrouille de France